# Cristian Beggi
Cristian Beggi (Scandiano, 1º novembre 1978) è un pilota motociclistico italiano.

## Carriera
Pilota professionista di Motocross, ha partecipato ad alcune edizioni del Campionato mondiale di motocross nella classe MX3.
Ha iniziato a correre con le minimoto da fuoristrada nel 1991 per diventare in seguito pilota professionista e conquistare due titoli italiani di motocross nel 2001 e 2002; in campo internazionale il primo buon risultato è del 2004 con il secondo posto della MX3 nel campionato mondiale.
Dopo essere stato pilota ufficiale Honda nell'edizione 2006, viene l'anno successivo impegnato nelle gare con la moto artigianale italiana WRM.
Nel campionato 2008 della MX3 partecipa con una Honda diventando, al termine della stagione, vicecampione del mondo dietro a Sven Breugelmans.
Nel 2006 ha anche gareggiato nella squadra italiana per il Motocross delle Nazioni.
Nel 2008 ha partecipato per l'Italia all'europeo per nazioni.
Nel 2009 ha disputato le prime tre prove del Campionato mondiale enduro classe E2 e gli Assoluti d'Italia Enduro 450cc 4T su una Yamaha.
Nel 2010 disputa gli Internazionali d'Italia di motocross e partecipa a qualche gara di campionato mondiale MX3 in sella ad una TM 450cc 4T. È vicecampione italiano di motocross classe MX1.
Nel 2011 vince il Campionato Italiano di motocross classe MX1 con la TM. Su undici manche disputate, se ne aggiudica sei, con quattro secondi posto ed un sesto (la vittoria a Malpensa è stata penalizzata per un'irregolarità fonometrica).
Il 2012 lo vede tornare in sella alla Honda del team Motobase, ma un incidente nel corso della gara di Gazzane degli Internazionali d'Italia lo tiene lontano dalle gare quanto basta per non permettergli di difendere il titolo. Tuttavia, vince a Faenza l'ultima gara dell'Italiano MX1, mostrando di essersi pienamente ripreso.
Nel 2013, sempre in sella alla Honda di Motobase, disputa ancora gli Internazionali e campionato italiano MX1: termina il tricolore al quarto posto, per la prima volta senza conquistare alcuna vittoria di manche.
Sembra l'inizio del declino e invece il 2014 lo riporta in auge con la conquista del nuovo titolo di campione italiano Motocross MX1, sempre sulla Honda del team Motobase. Lo scudetto sigla anche la fine del sodalizio tra pilota emiliamo e team lombardo: a novembre, Beggi firma con la RX per difendere il titolo nel 2015 con una Yamaha.